# ألفرد أندرسون (لاعب كرة قدم أمريكية)
ألفرد أندرسون (بالإنجليزية: Alfred Anderson)‏ هو لاعب كرة قدم أمريكية أمريكي، ولد في 4 أغسطس 1961 في واكو في الولايات المتحدة.

## روابط خارجية
- ألفرد أندرسون على موقع مرجع كرة القدم المحترفة.كوم (الإنجليزية)
- ألفرد أندرسون على موقع كلية كرة القدم في سبورتس رفرنس.كوم (الإنجليزية)